# Château de Janvry
Le château de Janvry est un château français situé dans la commune de Janvry dans le département de l'Essonne et la région Île-de-France, à vingt-sept kilomètres au sud-ouest de Paris.

## Situation
Le château de Janvry est situé à vingt-sept kilomètres au sud-ouest du centre de Paris dans le centre du bourg de Janvry, sur la rive gauche de la rivière la Salmouille, au cœur de la région naturelle du Hurepoix.

## Histoire
Le château a été construit entre 1600 et 1650 dans un style architectural typiquement Louis XIII. André Haudry en fit l'acquisition au XVIIIe siècle, il resta dans la famille jusqu'à la Révolution française quand son fils, André-Pierre Haudry de Janvry, fut contraint de le céder avant de partir pour Londres. Aujourd'hui les familles Anjoran et Reille font partie des familles héritières du château. Malheureusement, durant la Révolution de 1789, le château fut dévalisé, et tous les documents relatifs au château, son domaine, son exploitation et son histoire disparurent. Depuis la seconde moitié du XIXe siècle, le château a souvent été utilisé en tant que résidence secondaire par la famille. Le mémorial dédié à la Mère des Douleurs à l'entrée du village a été érigé à la suite de la mort en couches d'Élisabeth Anjoran, en 1847.
Le baron Jean Victor Reille a hérité du domaine pendant la Seconde Guerre mondiale. Le château ayant été délaissé par la famille Reille partie dans le maquis, les troupes allemandes, anglaises et françaises occupèrent successivement le château. Les habitants du village ont témoigné des dégradations faites au domaine par certaines troupes durant leurs respectives occupations. Certains soldats ont arraché des lattes de parquet des salons pour les brûler dans la cheminée lors des longs mois d'hiver de la guerre. Également, dans divers endroits de la maison, on peut trouver des inscriptions faites par les diverses troupes, témoignant de leur passage entre 1939 et 1945.
Lorsque le baron Jean Reille est arrivé au château à son retour de la guerre, des ronces et des orties poussaient dans certaines pièces de la maison. Dans les années suivant la fin de la guerre, assisté de sa femme Liliane (née Ubald Bocquet), Jean Reille a patiemment entamé des travaux de restauration en refaisant la toiture, installant l’eau courante et l'électricité et restaurant les pièces principales du château. Son fils Ghislain Reille a poursuivi cette œuvre laborieuse lorsqu'il a repris la maison dans les années 1980. Le château composé du pavillon principal, des communs, des douves et des toitures a été inscrit au titre des monuments historiques le 11 mai 1981.
La seule fois ou le château a été ouvert au public fut en 1995 pour un spectacle de pyrotechnie. Actuellement, le domaine du château de Janvry sert à l'organisation de chasses ainsi que d'événements professionnels et privés.

## Architecture
Le château est établi sur un terre-plein entouré de douves. Il est bâti selon un plan en « U » autour d'une cour carrée de cinquante mètres de côté entourée de pelouses et arbustes.
L'accès au bâtiment principal se fait par un pont construit au-dessus des douves et conduisant aux grilles massives du château, s'ouvrant sur la « cour d'honneur ». Précédant l'arrivée au château, une longue allée de peupliers conduit vers la cour d'honneur. Cette allée était l'entrée historique du château et est à présent maintenue en herbe en raison d'une route goudronnée qui sépare l'allée du château.
Le corps principal respecte une architecture Louis XIII typique. Conformément aux styles de l'époque, le château présente une dissymétrie propre et unique au style Louis XIII. L'aile ouest présente quatre fenêtres du côté gauche de la porte principale, trois du côté droit. La façade est présente cinq fenêtres du côté droit de la porte principale, et quatre du côté gauche.

### Le corps principal
La partie centrale du château (aile ouest), inclut les pièces de réception : salons, salle à manger, salle de billard et entrée principale. Toutes les pièces ont des fenêtres faisant face à l'ouest et à l'est. Le premier étage inclut un long couloir menant aux chambres qui donnent sur le parc et le côté jardin.
Le rez-de-chaussée de l'aile nord a été originellement créé pour accueillir des attelages et des chevaux. Au cours de son évolution, les arches donnant sur ces écuries ont été bouchées mais restent encore visibles. L'aile sud fait face à la cour de ferme du château et est une aile aujourd'hui séparément aménagée avec une entrée et des appartements séparés du reste du château.

### La petite cour
Cette cour est entourée de granges et écuries en forme de carré où les volailles, ovins, bovins et chevaux étaient élevés et entretenus. Toutes les granges gardent encore des traces de ces activités passées, avec encore certains noms de vaches gravés dans les étables. Les écuries sont fonctionnelles et les greniers majestueux servant autrefois à entreposer paille, foin et réserves sont aujourd'hui visibles. Une des granges a un plafond de plus de quinze mètres de haut, une autre abrite quatre geôles encore en état. Ces geôles sont a l'état brut et n'ont jamais été restaurées, il a été confirmé que certaines ont été utilisées pendant la Seconde Guerre mondiale.

### La cave
La cave est présente sous les ailes nord et ouest. Les pièces voûtées ont été utilisées pour entreposer du vin et des vivres pendant des années, y compris le cidre et les alcools de poire et de pomme autrefois produits au château.

### Le puits
Bien que rempli uniquement par les eaux de pluie et d'écoulement, le puits originel du château est encore fonctionnel et en usage.

### Le parc
Le château est entoure par un parc clos de quatorze hectares. Le parc est entouré de murs en pierres meulières sur la plus grande partie du pourtour. Dix hectares boisés et deux hectares de prairie composent ce parc souvent redessiné et aux arbres centenaires. Un étang et un court de tennis sont également situés dans le parc.
Dans le fond du parc, la glacière originelle servant à conserver les pains de glace est encore visible. Une légende raconte que le château de Janvry, le château de Saint-Jean-de-Beauregard et un monastère (maintenant disparu) situé près d'Arpajon étaient reliés par un réseau de tunnels souterrains. Ces tunnels auraient été construits pour pouvoir s'échapper en cas de dangers. Des traces de tunnels sont effectivement visibles dans le parc, mais aucune confirmation n'a pu être trouvée quant à la longueur ou la destination de ces tunnels.

## Dans les medias et la fiction
- Le château sert de décor à la saison 2 de la websérie Les Garçons de Chambre[5].
- Le château sert de décor au clip de Fly High du groupe de kpop Dreamcatcher sortit le 27 juillet 2017[6].
- Des scènes du film La Sainte Famille, sorti en 2019, y ont été tournées.

## Pour approfondir